# 15551 Paddock
15551 Paddock este un asteroid din centura principală de asteroizi.

## Descriere
15551 Paddock este un asteroid din centura principală de asteroizi. A fost descoperit pe 27 martie 2000 la Stația Anderson Mesa în cadrul programului LONEOS. Asteroidul prezintă o orbită caracterizată de o semiaxă mare de 3,05 ua, o excentricitate de 0,18 și o înclinație de 9,0° în raport cu ecliptica.